# دیوانه (فیلم ۱۹۸۷)
دیوانه (به انگلیسی: Nuts) فیلمی محصول سال ۱۹۸۷ و به کارگردانی مارتین ریت است. در این فیلم بازیگرانی همچون باربارا استرایسند، ریچارد درایفس، مورین استیپلتون، ایلای والاک، رابرت وبر، جیمز ویتمور، کارل مالدن، لسلی نیلسن، ویلیام پرینس و داکین متیوز ایفای نقش کرده‌اند.